# 約翰·沃爾什
約翰·沃爾什（John Walsh；1960年11月3日—）是美國的一位政治人物、退役美國陸軍上校及蒙大拿州國民警衛隊准將。

## 生平
在2014年至2015年期間，他是蒙大拿州的兩位參議院議員之一。他的黨籍是民主黨 
。2013年，沃爾什宣布他將參加參議員競選。但在當選之後，由於被發現論文涉嫌剽竊，他辭去了職務。